# Communauté de communes Altitude 800
Die Communauté de communes Altitude 800 (kurz CCA 800) ist ein französischer Gemeindeverband mit der Rechtsform einer Communauté de communes im Département Doubs in der Region Bourgogne-Franche-Comté. Sie wurde am 2. Dezember 2002 gegründet und umfasst neun Gemeinden. Der Verwaltungssitz befindet sich im Ort Levier.

## Mitgliedsgemeinden
| Gemeinde                            | Einwohner 1. Januar 2022 | Fläche km² | Dichte Einw./km² | Code INSEE | Postleitzahl |
| ----------------------------------- | ------------------------ | ---------- | ---------------- | ---------- | ------------ |
| Arc-sous-Montenot                   | 228                      | 10,72      | 21               | 25026      | 25270        |
| Chapelle-d’Huin                     | 534                      | 23,71      | 23               | 25122      | 25270        |
| Évillers                            | 390                      | 13,02      | 30               | 25229      | 25520        |
| Gevresin                            | 153                      | 6,91       | 22               | 25270      | 25270        |
| Levier                              | 2.345                    | 44,34      | 53               | 25334      | 25270        |
| Septfontaines                       | 383                      | 18,37      | 21               | 25541      | 25270        |
| Val-d’Usiers                        | 2.128                    | 50,94      | 42               | 25060      | 25520        |
| Villeneuve-d’Amont                  | 221                      | 14,27      | 15               | 25621      | 25270        |
| Villers-sous-Chalamont              | 293                      | 22,18      | 13               | 25627      | 25270        |
| Communauté de communes Altitude 800 | 6.675                    | 204,46     | 33               | –          | –            |

## Geographie
Benannt ist die Communauté de communes Altitude 800 nach dem zweiten Juraplateau, das hier eine Höhe von rund 800 m über dem Meeresspiegel erreicht. Der Hauptteil des Gebietes wird von der weiten Fläche des Plateaus von Levier eingenommen, das im Süden von den bewaldeten Kämmen der Forêt du Scay, Forêt de Maublin und Bois de la Chapelle (bis 900 m), im Norden vom Höhenzug des Malveau (bis 937 m) begrenzt wird. Im Süden bei Chapelle-d’Huin reicht das Gebiet bis an den Rand des Hochplateaus von Arlier. Nach Osten erstreckt sich das Gebiet des Kommunalverbandes in die Senke des Val d'Usiers am Fuß des Höhenrückens des Mont Séverin. Während die Höhenrücken überwiegend bewaldet sind, werden die Plateaus landwirtschaftlich genutzt (insbesondere Milchwirtschaft und Viehzucht). Auf dem gesamten Gebiet gibt es keine nennenswerten Fließgewässer, weil das Niederschlagswasser im verkarsteten Untergrund versickert. Das Wasser tritt in den Karstquellen von Loue und Lison unterhalb des Plateaus wieder an die Erdoberfläche.

## Aufgaben
Zu den Aufgaben des Gemeindeverbandes gehören die Entwicklung und Förderung des Tourismus, die Schaffung von Arbeitsplätzen, die wirtschaftliche Entwicklung, die Müllabfuhr, die Trinkwasseraufbereitung und die Abwasserreinigung sowie der Bau und Unterhalt von kulturellen und sportlichen Einrichtungen.